# Редінгтон-Шорс (Флорида)
Редінгтон-Шорс (англ. Redington Shores) — місто (англ. town) в США, в окрузі Пінеллас штату Флорида. Населення — 2176 осіб (2020).

## Географія
Редінгтон-Шорс розташований за координатами 27°49′50″ пн. ш. 82°49′58″ зх. д. / 27.83056° пн. ш. 82.83278° зх. д. (27.830652, -82.832689).  За даними Бюро перепису населення США в 2010 році місто мало площу 3,02 км², з яких 0,84 км² — суходіл та 2,17 км² — водойми.

## Демографія
Згідно з переписом 2010 року, у місті мешкала 2121 особа в 1125 домогосподарствах у складі 597 родин. Густота населення становила 703 особи/км².  Було 1987 помешкань (658/км²).
Расовий склад населення:
| - 96,7 % — білих - 0,8 % — азіатів - 0,5 % — чорних або афроамериканців - 0,2 % — корінних американців |

До двох чи більше рас належало 1,2 %. Частка іспаномовних становила 4,9 % від усіх жителів.
За віковим діапазоном населення розподілялося таким чином: 10,8 % — особи молодші 18 років, 59,9 % — особи у віці 18—64 років, 29,3 % — особи у віці 65 років та старші. Медіана віку мешканця становила 55,4 року. На 100 осіб жіночої статі у місті припадало 97,5 чоловіків;  на 100 жінок у віці від 18 років та старших — 98,7 чоловіків також старших 18 років.
Середній дохід на одне домашнє господарство  становив 91 508 доларів США (медіана — 53 791), а середній дохід на одну сім'ю — 134 526 доларів (медіана — 63 714). Медіана доходів становила 46 893 долари для чоловіків та 46 563 долари для жінок. За межею бідності перебувало 9,3 % осіб, у тому числі 3,6 % дітей у віці до 18 років та 4,6 % осіб у віці 65 років та старших.
Цивільне працевлаштоване населення становило 943 особи. Основні галузі зайнятості: освіта, охорона здоров'я та соціальна допомога — 21,7 %, науковці, спеціалісти, менеджери — 18,1 %, роздрібна торгівля — 17,8 %.